# 秀巒溫泉
24°37′14″N 121°17′14″E / 24.6206366°N 121.2871077°E
秀巒溫泉位於臺灣新竹縣尖石鄉秀巒村，共有2處分布。其中上游溫泉位於秀巒檢查哨下方的白石（薩克亞金）溪谷，而下游溫泉則位於軍艦岩斜對岸，即白石（薩克亞金）溪與泰崗（塔克金）溪的交匯處（後稱玉峰溪）旁。
依地質分類屬於雪山山脈的變質岩溫泉，依型態分類屬於野溪溫泉。

## 泉質
秀巒溫泉水色清澈，無味，溫度約43-56℃，酸鹼值約pH7-8.4，含碳酸氫根離子約360ppm，鈉離子約220ppm，屬於中性碳酸氫鈉泉。

## 外部連結
- 秀巒野溪溫泉 新竹縣旅遊網